# Ogassa
Ogassa est une commune d'Espagne dans la communauté autonome de Catalogne, province de Gérone, de la comarque du Ripollès.

## Géographie

### Situation
Commune située dans les Pyrénées.

### Communes limitrophes
Les communes limitrophes sont  Campdevànol, Camprodon, Pardines, Ribes de Freser, Ripoll, Sant Joan de les Abadesses et Vilallonga de Ter.
|                 | Pardines Vilallonga de Ter        | Camprodon |
| Ribes de Freser | Ogassa                            |           |
| Campdevànol     | Ripoll Sant Joan de les Abadesses |           |

## Toponymie
Le village est désigné en 1024, dans l'acte de consécration de l'église Saint-Martin-d'Ogassa, sous le nom d'Aguacia.

## Histoire

### Moyen Âge et période moderne
La première mention de l'existence du village d'Ogassa remonte au Xe siècle. La seigneurie est alors tenue par Jean Oriol, seigneur d'Ogassa, Surroca, Vidabona et Saltor, et qui a sa résidence au château de Pena. Il est marié à Adélaïde, fille d'Oliba Cabreta, comte de Cerdagne, de Berga et de Besalu.
En 1073, un de ses descendants, Bernard Jean Oriol, fait donation au monastère de Sant Joan de les Abadesses de l'église Saint-Martin-d'Ogassa, de plusieurs fermes et des terres de Taga et du col de Jou. En 1093, il confirme par testament la donation faite vingt ans plus tôt et donne les alleux de Senaiuç, Vidabona et Tornadella, réservant à son neveu, Guillaume Gaufred d'Espasen la possession du château de Pena. À partir de ce moment, les conflits deviennent récurrents entre le monastère de Sant Joan de les Abadesses et les seigneurs de la famille d'Espasen. En 1109, Arnaud Jean Oriol et son frère, Bérenger Arnaud, les deux frères de Bernard Jean, renouvellent la cession de l'église Saint-Martin-d'Ogassa. Mais le fils d'Arnaud Jean Oriol, Galceran de Sales, refuse de perdre ses droits sur Ogassa : ce n'est qu'en 1166 qu'il accepte les donations faites par son père et les abandonne au monastère.
En 1261, Guillaume d'Espasen vend ses droits sur le château de Pena à Raimond de Puigpardines, qui les cède trois ans plus tard à Dalmau de Minyana, abbé de Sant Joan de les Abadesses. Dalmau de Minyana obtient également du roi d'Aragon, Jacques Ier, les droits de justice sur toute la paroisse d'Ogassa.

## Population et société

### Démographie
| 1717 | 1787 | 1857 | 1877 | 1887  | 1900  | 1910  | 1920  |
| ---- | ---- | ---- | ---- | ----- | ----- | ----- | ----- |
| 236  | 476  | 274  | 716  | 1 410 | 1 578 | 1 231 | 1 103 |

| 1930 | 1940 | 1950 | 1960 | 1970 | 1981 | 1990 | 2000 |
| ---- | ---- | ---- | ---- | ---- | ---- | ---- | ---- |
| 787  | 637  | 702  | 729  | 414  | 310  | 294  | 242  |

| 2010 | 2020 | - | - | - | - | - | - |
| ---- | ---- | - | - | - | - | - | - |
| 256  | 240  | - | - | - | - | - | - |

## Culture locale et patrimoine

### Lieux et monuments
- Église Saint-Martin-d'Ogassa.
L'église Saint-Martin-d'Ogassa (església de Sant Martí d'Ogassa en catalan) est un édifice roman. Elle se trouve au cœur du premier village d'Ogassa, au nord-ouest de la commune, sur le versant méridional de serra Cavallera, à environ 1 370 mètres d'altitude. Elle est construite à la fin du Xe ou au début du XIe siècle, entre 993 et 1010, et consacrée par l'évêque de Vic, Arnulf. Elle est ensuite modifiée au début du XIe siècle par Joan Oriol, seigneur d'Ogassa, et de nouveau consacrée par l'abbé Oliba en 1024. On y vénérait, le deuxième dimanche de juillet, l'image de Notre-Dame du Puig de França, une sculpture sur bois du XIVe siècle conservée au musée épiscopal de Vic[2].

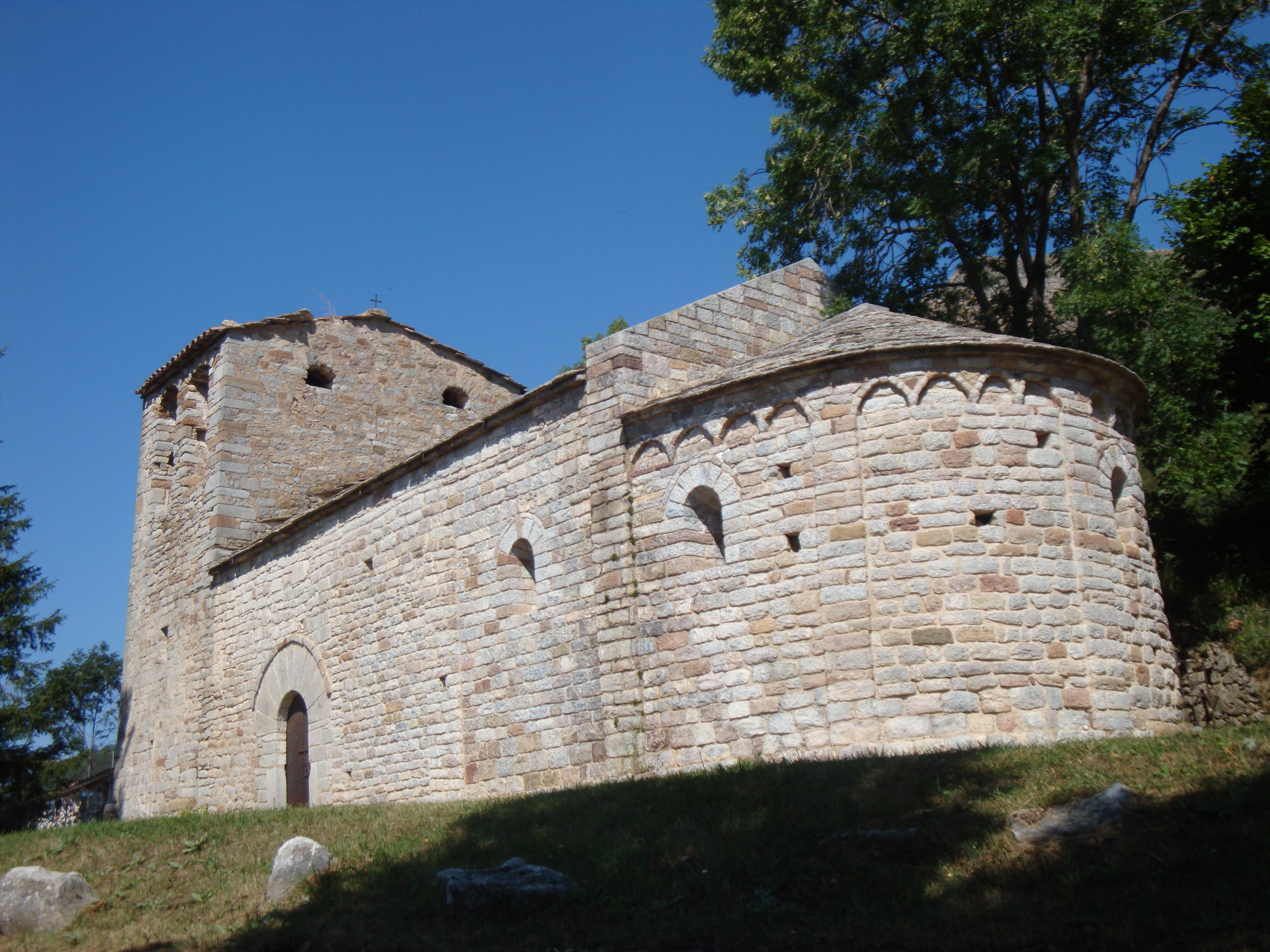
Église Saint-Martin-de-Surroca.

- Église Saint-Martin-de-Surroca.
L'église Saint-Martin-de-Surroca (església de Sant Martí de Surroca en catalan) est un édifice roman. Elle se trouve à environ 1 300 mètres d'altitude, sous des falaises rocheuses qui lui ont donné le nom de sots roca (« sous le rocher » en français). Le village de Surroca est déjà habité au début du Xe siècle, mais il n'existe pas de trace de l'existence de l'église avant 1090. Elle est probablement reconstruite un siècle plus tard, au début du XIIe siècle, et consacrée en 1104 par l'évêque de Vic, Arnaud de Malla, à la demande des membres de la communauté du monastère de Sant Joan de les Abadesses.

- Musée des Mines de charbon d'Ogassa.

- Château de Pena.
Les ruines du château de Pena, siège de la seigneurie des Oriols, se trouve à 1842 mètres d'altitude, sous le pic de Sant Amanç. Elles dominent le col de Jou, à la limite entre les communes d'Ogassa et de Ribes de Freser.

### Personnalités liées à la commune
- Lluís Maria Xirinacs (1932-2007) : homme politique, écrivain et religieux mort à Ogassa.